# Pauke Meijers
Pauke Meijers (Nimega, 2 de junio de 1934 - ibídem, 14 de octubre de 2013) fue un futbolista profesional neerlandés que jugaba en la posición de defensa.

## Biografía
Pauke Meijers debutó como futbolista profesional en 1950 a los 16 años de edad con el NEC Nijmegen. Tras cuatro años fue traspasado al De Graafschap. Tras un paso de tres años en el club, fichó por el Feyenoord Róterdam, llegando a ganar con el club una Eredivisie en 1961. Tras un breve paso por el NAC Breda volvió a jugar en el NEC Nijmegen durante las cinco temporadas siguientes, llegando a ganar una Tweede Divisie. Finalmente en 1967 fue traspasado al AGOVV Apeldoorn, donde jugó su última temporada como futbolista.
Pauke Meijers falleció el 14 de octubre de 2013 en la localidad de Nimega a los 79 años de edad.

## Selección nacional
Pauke Meijers llegó a jugar un partido amistoso con la selección de fútbol de los Países Bajos en 1953 contra Noruega, partido con un resultado de 4-0 a favor de la selección neerlandesa.

## Clubes
| Club               | País         | Año       | Partidos | Goles |
| ------------------ | ------------ | --------- | -------- | ----- |
| NEC Nijmegen       | Países Bajos | 1950-1954 | 6        | 0     |
| De Graafschap      | Países Bajos | 1954-1957 |          |       |
| Feyenoord Róterdam | Países Bajos | 1957-1961 | 79       | 22    |
| NAC Breda          | Países Bajos | 1961-1962 | 14       | 3     |
| NEC Nijmegen       | Países Bajos | 1962-1967 | 78       | 10    |
| AGOVV Apeldoorn    | Países Bajos | 1967-1968 |          |       |

## Palmarés
Feyenoord Róterdam
- Eredivisie: 1961

NEC Nijmegen
- Tweede Divisie: 1964